# Pachyrhizus
Genre
Pachyrhizus est un genre de plantes à fleurs dicotylédones de la famille des Fabaceae, sous-famille des Faboideae, originaire des régions tropicales, qui comprend 5 espèces acceptées.

## Liste d'espèces
Selon The Plant List (12 juillet 2018) :
- Pachyrhizus ahipa (Wedd.) Parodi
- Pachyrhizus erosus (L.) Urb.
- Pachyrhizus ferrugineus (Piper) M.Sorensen
- Pachyrhizus panamensis R.T.Clausen
- Pachyrhizus tuberosus (Lam.) Spreng.